# Royal Court Theatre

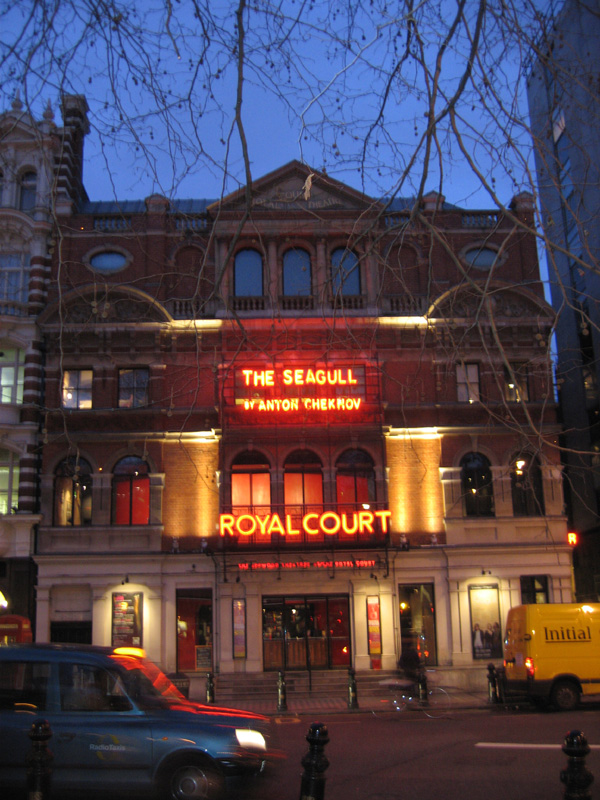
Royal Court Theatre, 2007.

Royal Court Theatre är en teater vid Sloane Square i Chelsea i London. Det är en av Storbritanniens mest ansedda och välkända teatrar. Sedan teatern byggdes 1888 har den varit plantskola för nyskriven dramatik. Efter sekelskiftet 1800/1900 hade flera av George Bernard Shaws pjäser urpremiär på Royal Court, däribland Major Barbara.
1952 blev Royal Court hemmascen för The English Stage Company och George Devine blev teaterchef. 1956 hade John Osbornes Se dig om i vrede premiär på teatern som sedan blev hemmascenen för den generation brittiska dramatiker som blivit kända under beteckningen arga unga män.
Bland dramatiker vars pjäser haft urpremiär på Royal Court Theatre kan nämnas John Arden, Edward Bond, Joe Orton, Arnold Wesker, Christopher Hampton, Nigel Williams, Howard Barker, Timberlake Wertenbaker, Jim Cartwright, Hanif Kureishi, Sarah Kane och Mark Ravenhill. 1973 hade musikalen Rocky Horror Show urpremiär här.
En viktig del av Royal Court Theatres profil är att anställa husdramatiker (engelska writer in residence) som under en period får skriva direkt för teatern och som på så vis också får direktkontakt med det sceniska hantverket.